# 20813 Aakashshah
20813 Aakashshah è un asteroide della fascia principale. Scoperto nel 2000, presenta un'orbita caratterizzata da un semiasse maggiore pari a 2,6776797 UA e da un'eccentricità di 0,1103996, inclinata di 2,99053° rispetto all'eclittica.